# 判定
判定（はんてい）とは、審判員（レフェリー）とは別に、試合時間終了時にルールにより勝敗がついていない場合、試合の勝敗を決定することであり、採点による得点方式、勝者・引き分けを判断するだけの方式などがある。このとき、判定する人物を、判定員、ジャッジなどと呼ぶ。

## 格闘技における判定
判定員は特に柔道、レスリング、ボクシング、キックボクシング、K-1、総合格闘技などの格闘技で配置され、試合中、審判員は選手と共に試合場に位置するが、判定員は指定の席で試合を観戦する。制限時間が経過して試合終了となった場合に判定員が付けた判定を発表して決着となる。
なお、これらの競技ではレフェリーを主審、ジャッジを副審と呼称する場合があり、また試合において、判定の際にレフェリー（審判員）がジャッジ（判定員）の1人となる場合とならない場合がある。その他、レフェリーが判定に参加しない競技においても、レフェリーとジャッジを兼任し、試合により、一方を担当する者もいる。さらに、プロ格闘技においては時折、ジャッジとは別に、サブレフェリーなる呼称があるが、判定は行わず、レフェリーの補佐役を務める場合が多い。

### アマチュア格闘技
アマチュアでは、有効な攻撃があった場合にポイント（柔道では技あり、有効）が加算され、判定はそのポイントの合計で決められる。ポイントは審判員または判定員が瞬時の判断で認める。
ポイントが同点の場合は審判員または判定員が試合全体を見て改めて優劣をつける場合があり、これを優勢勝ち（負け）と言う。判定員による場合は主に旗判定（判定員が1人1本旗を持ち、優勢と思わしき選手の色の旗を掲げる）が用いられる。

### プロ格闘技
プロでは、3人のジャッジが試合終了後に判定結果を下し、2人以上の支持を得た方が勝者となるのが一般的である。採点結果がリングアナウンサーに手渡され、それを読み上げて勝敗を発表する。偶然のバッティングなどのアクシデントで試合続行不可能となった場合、規定のラウンドを経過していれば判定に入ることもあり、これを負傷判定（テクニカル・デシジョン）と呼ぶ。
最も広く採用されているのは10点満点の減点方式（テンポイント・マスト・システム）である。ジャッジは各ラウンドごとに採点を行った上でこれらの合計が多い方を支持する。ダウンがあれば減点され、それがない場合は相手へのダメージ、クリーンヒット、アグレッシブ度で優劣を判断の上で差が付けられる。双方がダウンしても9-8などにせずどちらか一方に必ず10点を付ける。反則による減点はラウンドではなく試合全体の合計点より執行され、規定体重超過など試合前の契約違反があればあらかじめ減点された状態で試合を行う場合もある。互角の場合は10-10となるが、WBAなどの場合、各ラウンドごとにできる限りポイント差を付ける事が求められ（あくまで奨励）、これをラウンド・マスト・システムと呼ぶ。ただし、団体によってはハーフ・ポイント・システム（0.5ポイント刻み）を採用する場合もある。ハーフポイントでは最終的なポイント差が0.5の場合ドロー判定となる。また、WBCやK-1、パンクラスでは決まったラウンドごとに途中経過を公開する公開採点制度（オープン・スコアリング・システム）を採用している。トーナメント戦など決着を付けなければならない試合では、ドロー判定を出したジャッジが改めて優劣を出すか、ラウンド・マスト・システムの延長戦（ハーフポイントの場合、ポイント差0.5でも決着）を行う。
英語では判定結果により以下の呼称が用いられる。
ユナニマス・デシジョン（Unanimous Decision, UD）
3人のジャッジが一方の選手を支持した場合（3-0）
マジョリティ・デシジョン（Majority Decision, MD）
2人のジャッジが一方の選手を支持し、もう1人が引き分けであった場合（2-0）
スプリット・デシジョン（Split Decision, SD）
2人のジャッジが一方の選手を支持し、もう1人のジャッジがもう一方の選手を支持した場合（2-1）
なお、グラップリングやブラジリアン柔術、立ち技のシュートボクシングはアマチュアのようにポイントを加算する方式を採用している。
また、プロレスでは試合後の判定はなく、時間切れとなった場合は引き分けとしているが、1970年代までは他のプロ格闘技同様の判定で勝敗を決めた試合も存在した。一方、UWFルールの場合、持ち点制を採用しており、時間切れとなった時点で持ち点が多いほうを勝利としていた。

## 機械判定
また、写真判定やビデオ判定、人間ではなく機械により判断される場合も、「判定」と呼ばれる。なお、判定に際しては客観性が常に求められる。しかし人間にそれを求めることには、常に問題がつきまとう。何かの理由で個々の物件に関して思い入れを持つことは珍しくないし、その場の状況や、判定を求められるものの順序などによっても影響を受ける。従って判定の基準を明確にし、判断の妥当性を検証することや、判定される対象それぞれに不利にならない様にすることなどが求められる。

## 団体スポーツにおける判定
現に団体スポーツの判定の場合、両者に関わりを持たないものに判定させるのがよいが、それができない場合、両者から同等数の判定を出す、あるいは交互に判定を出す、と言った方法をとっている。実際には、これらの点を勘案しつつ、その中から実行可能な形を求めることになる。しかし、それよりも優れているのは人間の能力だけによらないことだとして、機械を利用して判定することもある。技術の進歩によって可能性が広がっており、写真判定、ビデオ判定、機械による計測の結果に基づき得られたデータにより判定を下す様々な方法が行われている。